# Pāvilosta
Pāvilosta (alemán: Paulshafen) es una villa letona, capital del municipio homónimo.
A 1 de enero de 2016 tiene 1035 habitantes.
Históricamente el lugar era un puerto marítimo y no una localidad. Se menciona la existencia del puerto en un documento de 1253 que refleja un acuerdo entre el Obispado de Curlandia y la Orden Livona. La actual localidad se fundó en 1879 y adquirió rango de villa en 1991.
Se ubica en la desembocadura del río Saka en el mar Báltico, junto a la carretera costera P111 que une Liepāja con Ventspils.